# Campeonato Mundial de Fórmula 1 de 2015
O Campeonato Mundial de Fórmula 1 de 2015 foi a 66ª temporada do Campeonato Mundial de Fórmula 1, que é reconhecido pela Federação Internacional de Automobilismo (FIA), o órgão regulador do automobilismo internacional, como a mais alta categoria de competição para carros de corrida monopostos. A temporada teve dezenove etapas disputadas. Iniciou-se em 15 de março de 2015 em Melbourne (Austrália) e terminou em Abu Dhabi (Emirados Árabes Unidos) no dia 29 de novembro. A equipe Mercedes foi a campeã de equipe de construtores no Grande Prêmio da Rússia e também campeã de pilotos com Lewis Hamilton, que conquistou o tricampeonato mundial no Grande Prêmio dos Estados Unidos. O alemão Nico Rosberg ficou com o vice-campeonato, enquanto o também alemão Sebastian Vettel, da Ferrari, foi o terceiro.

## Equipes e pilotos
Os três primeiros colocados da temporada 2015:
| Campeão        | Vice-campeão | Terceiro lugar   |
| -------------- | ------------ | ---------------- |
|                |              |                  |
| Lewis Hamilton | Nico Rosberg | Sebastian Vettel |
| Mercedes       | Mercedes     | Ferrari          |

Equipes e pilotos que participaram da temporada 2015:
| Equipe                        | Construtor           | Chassi(s)     | Unidade de potência    | Pneu | N.°      | Pilotos                                       | Rodadas                        | N.° | Pilotos de treinos livres |
| ----------------------------- | -------------------- | ------------- | ---------------------- | ---- | -------- | --------------------------------------------- | ------------------------------ | --- | ------------------------- |
| Scuderia Ferrari              | Ferrari              | SF15-T        | Ferrari 059/4          | P    | 5 7      | Sebastian Vettel Kimi Räikkönen               | 1–19 1–19                      | —   | —                         |
| Sahara Force India F1 Team    | Force India-Mercedes | VJM08         | Mercedes PU106B Hybrid | P    | 27 11    | Nico Hülkenberg Sergio Pérez                  | 1–19 1–19                      | —   | —                         |
| Lotus F1 Team                 | Lotus-Mercedes       | E23 Hybrid    | Mercedes PU106B Hybrid | P    | 8 13     | Romain Grosjean Pastor Maldonado              | 1–19 1–19                      | 30  | Jolyon Palmer             |
| Manor Marussia F1 Team        | Marussia-Ferrari     | MR03B         | Ferrari 059/3          | P    | 28 53 98 | Will Stevens Alexander Rossi Roberto Merhi    | 2–19 13–14, 16–18 2–12, 15, 19 | 42  | Fabio Leimer              |
| McLaren Honda                 | McLaren-Honda        | MP4-30        | Honda RA615H Hybrid    | P    | 14 20 22 | Fernando Alonso Kevin Magnussen Jenson Button | 2–19 1 1–19                    | —   | —                         |
| Mercedes AMG Petronas F1 Team | Mercedes             | F1 W06 Hybrid | Mercedes PU106B Hybrid | P    | 44 6     | Lewis Hamilton Nico Rosberg                   | 1–19 1–19                      | —   | —                         |
| Infiniti Red Bull Racing      | Red Bull-Renault     | RB11          | Renault Energy F1-2015 | P    | 3 26     | Daniel Ricciardo Daniil Kvyat                 | 1–19 1–19                      | —   | —                         |
| Sauber F1 Team                | Sauber-Ferrari       | C34           | Ferrari 059/4          | P    | 9 12     | Marcus Ericsson Felipe Nasr                   | 1–19 1–19                      | 36  | Raffaele Marciello        |
| Scuderia Toro Rosso           | Toro Rosso-Renault   | STR10         | Renault Energy F1-2015 | P    | 33 55    | Max Verstappen Carlos Sainz Jr.               | 1–19 1–19                      | —   | —                         |
| Williams Martini Racing       | Williams-Mercedes    | FW37          | Mercedes PU106B Hybrid | P    | 19 77    | Felipe Massa Valtteri Bottas                  | 1–19 2–19                      | 41  | Susie Wolff               |

### Mudanças nas equipes

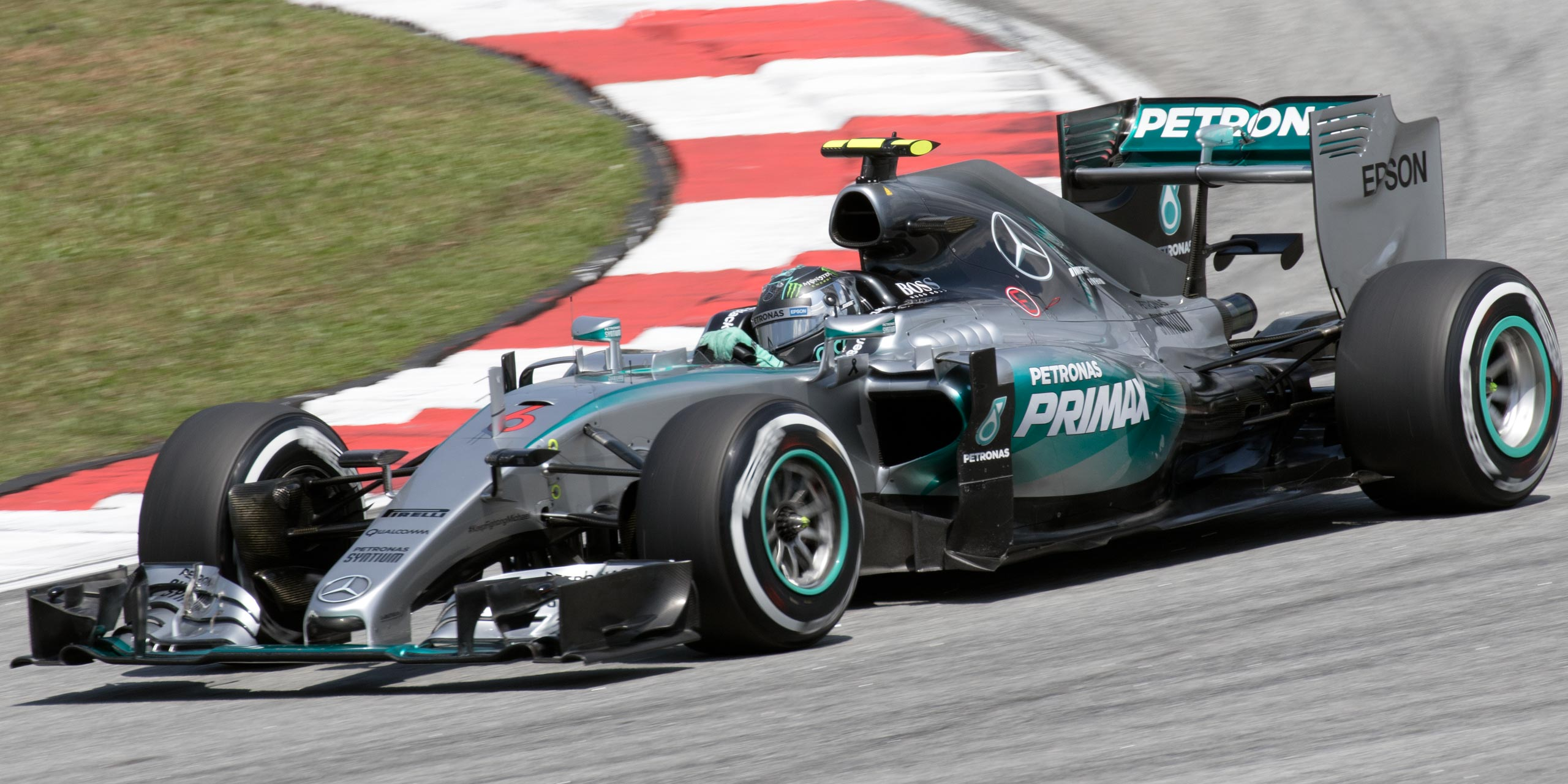
Mercedes
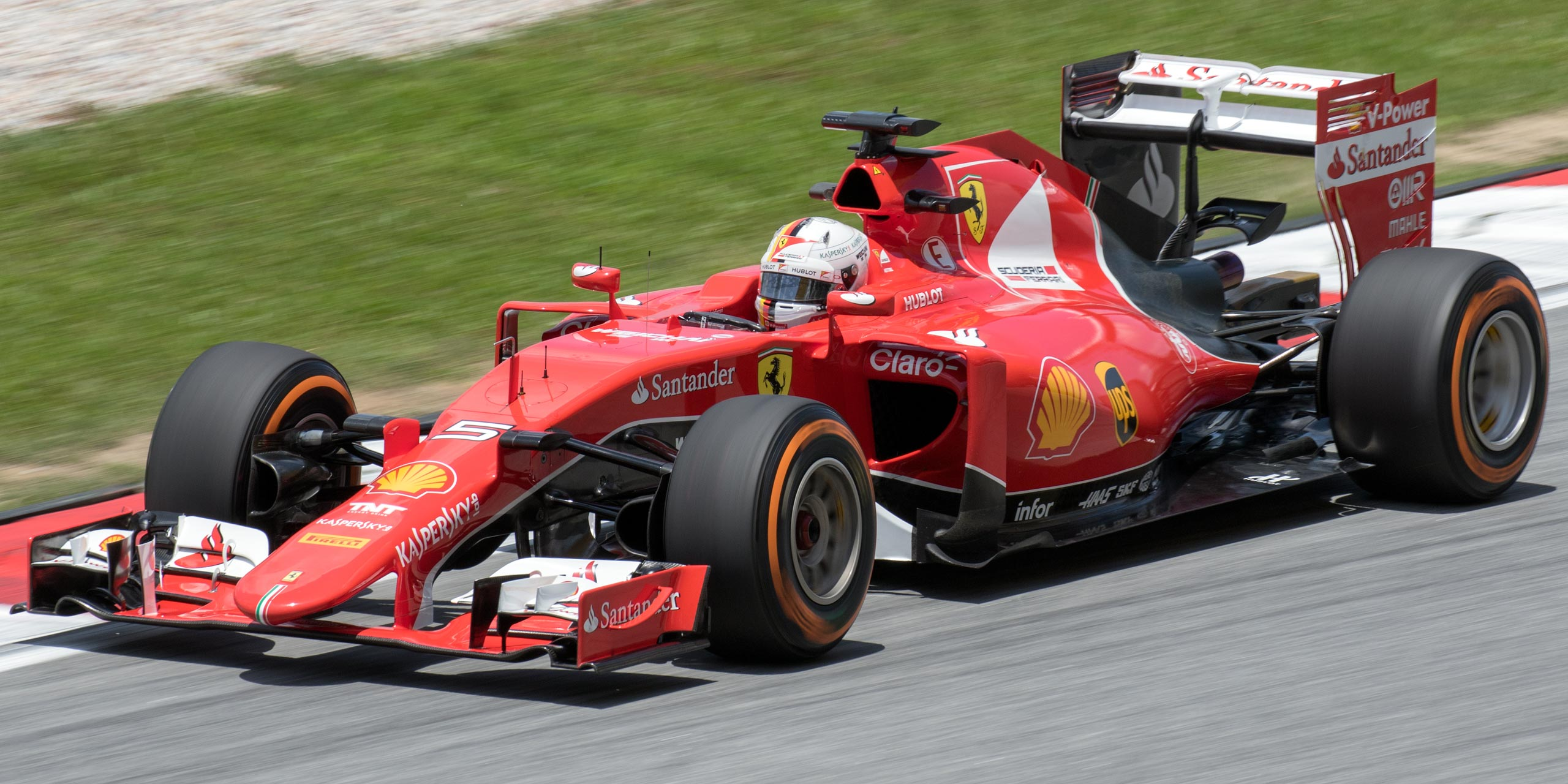
Ferrari
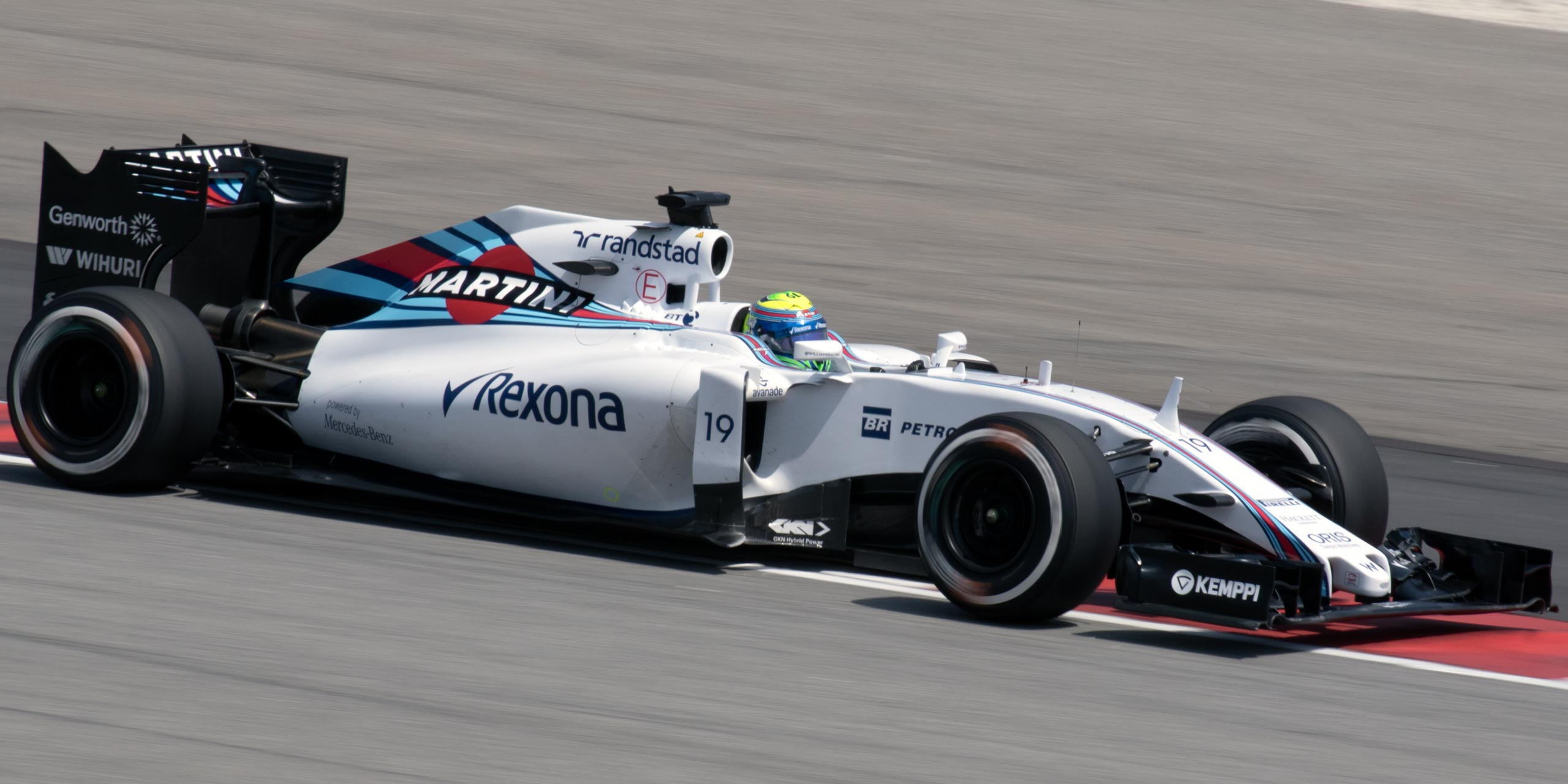
Williams
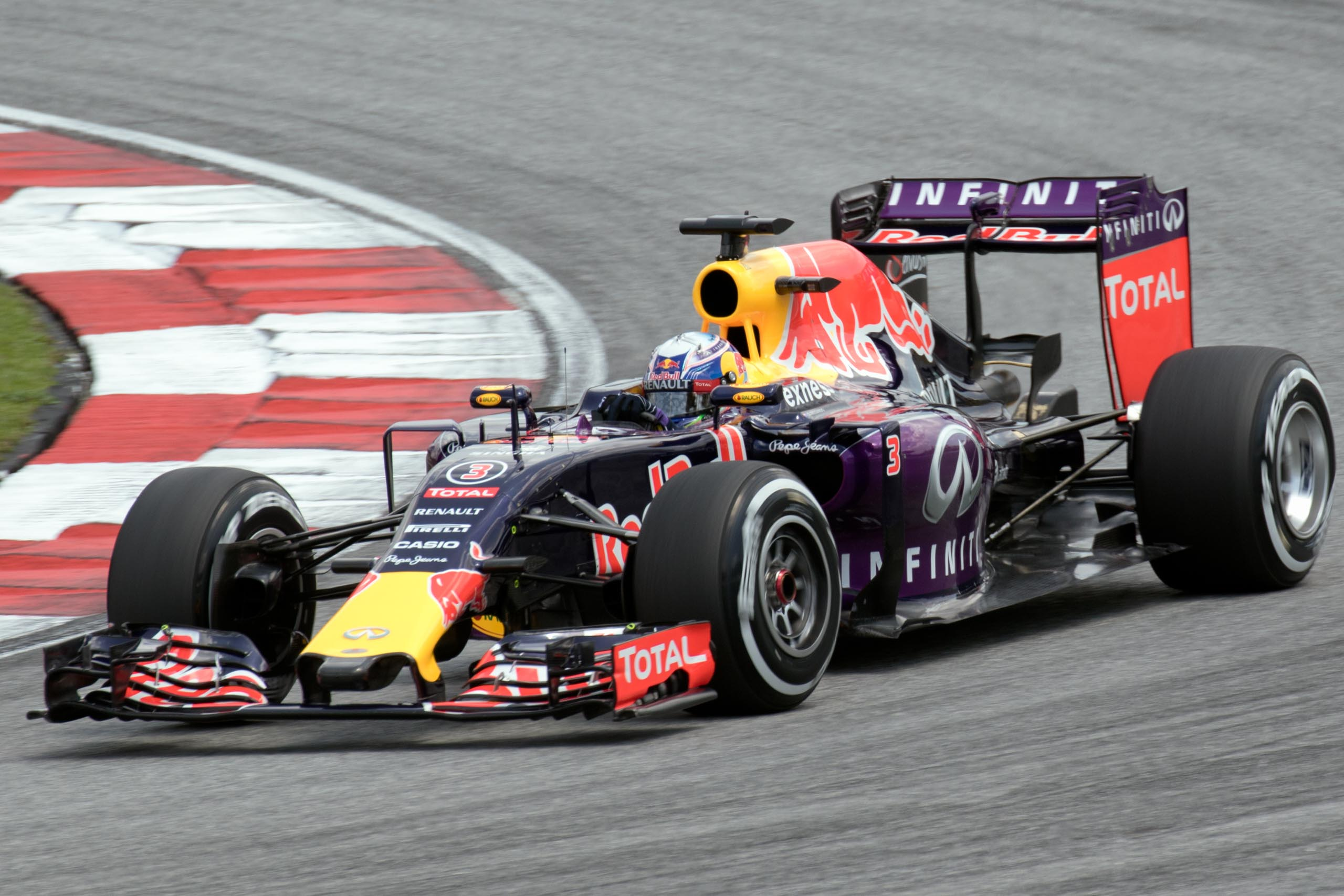
Red Bull
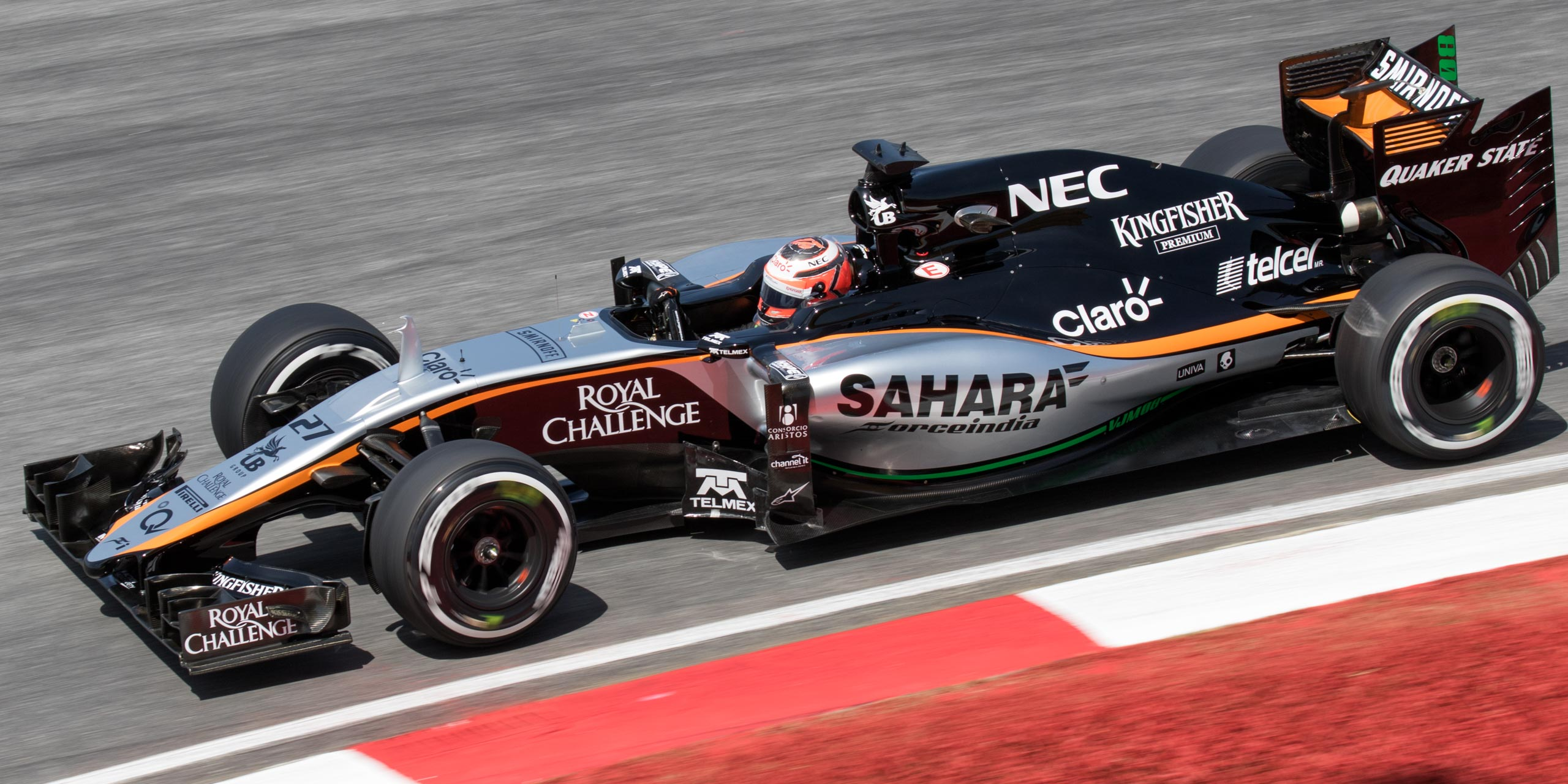
Force India
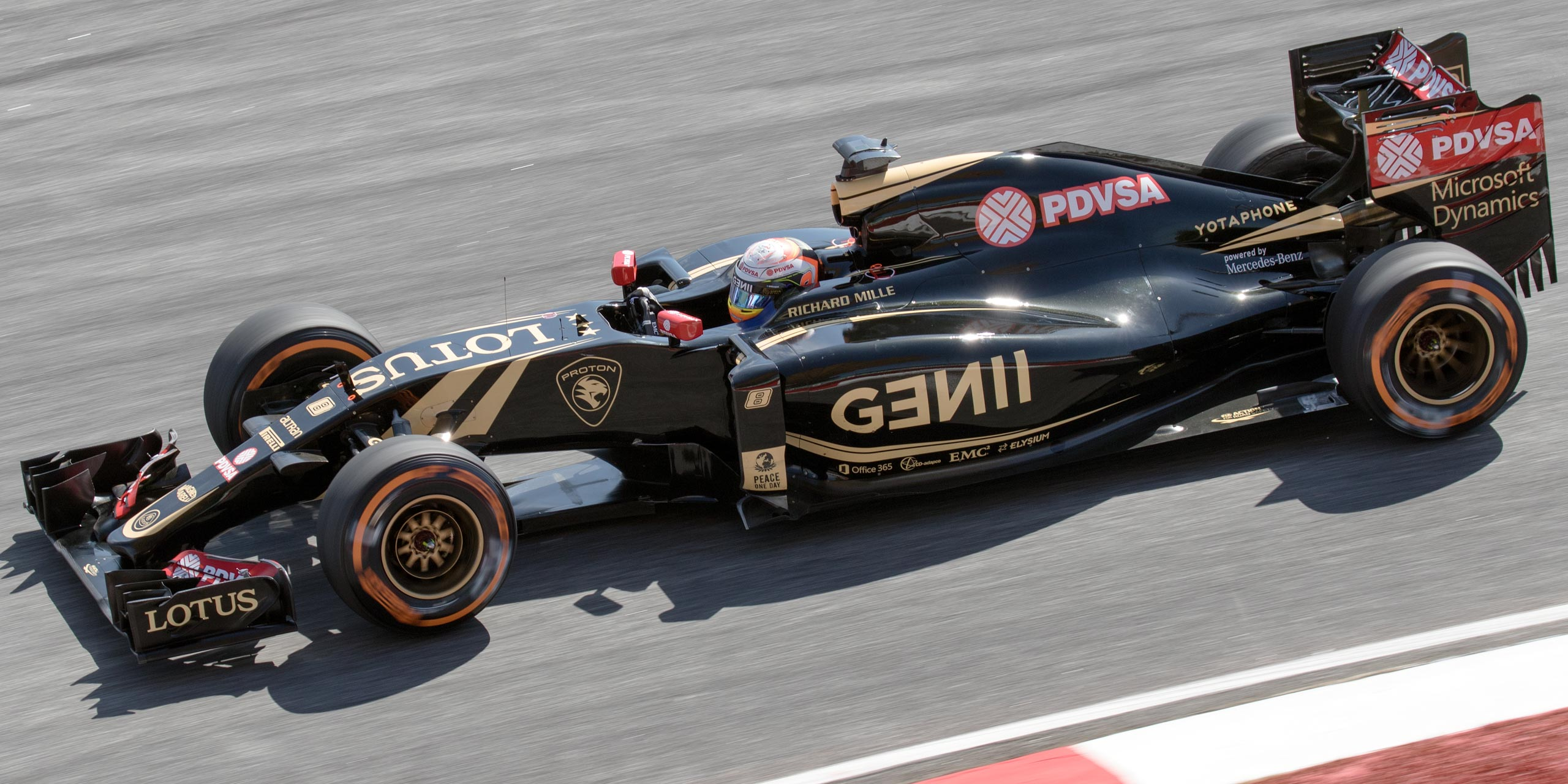
Lotus
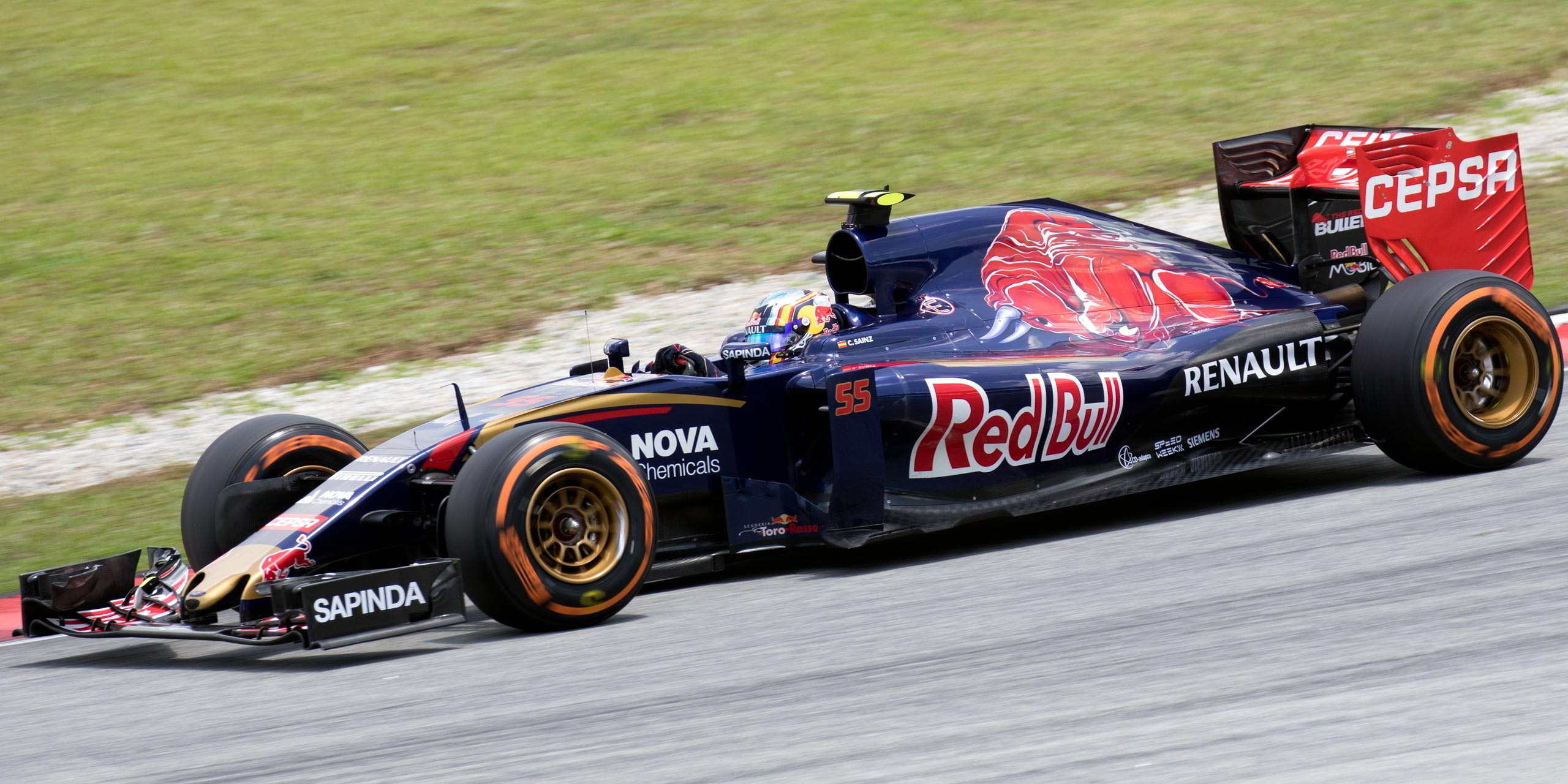
Toro Rosso
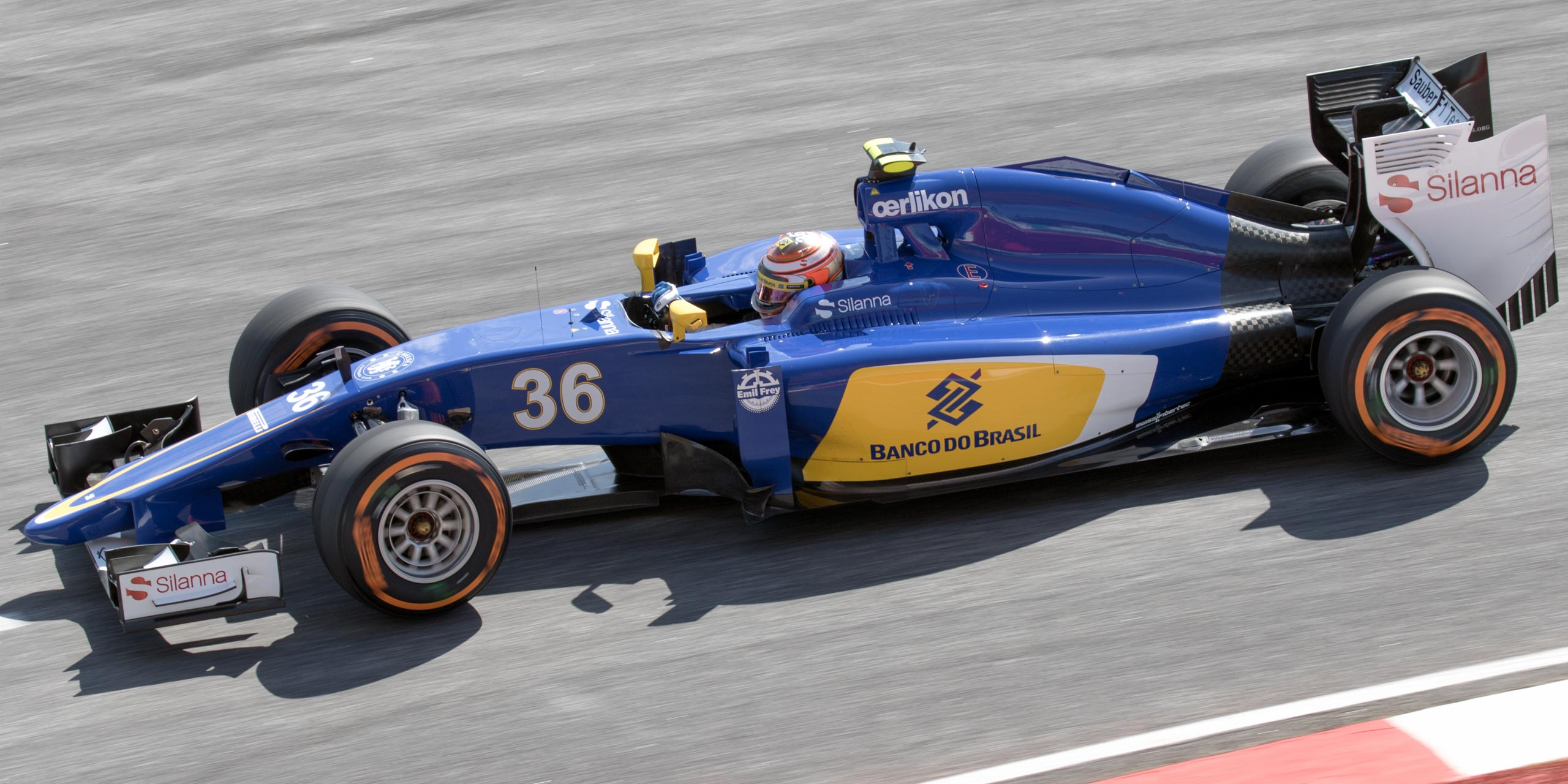
Sauber
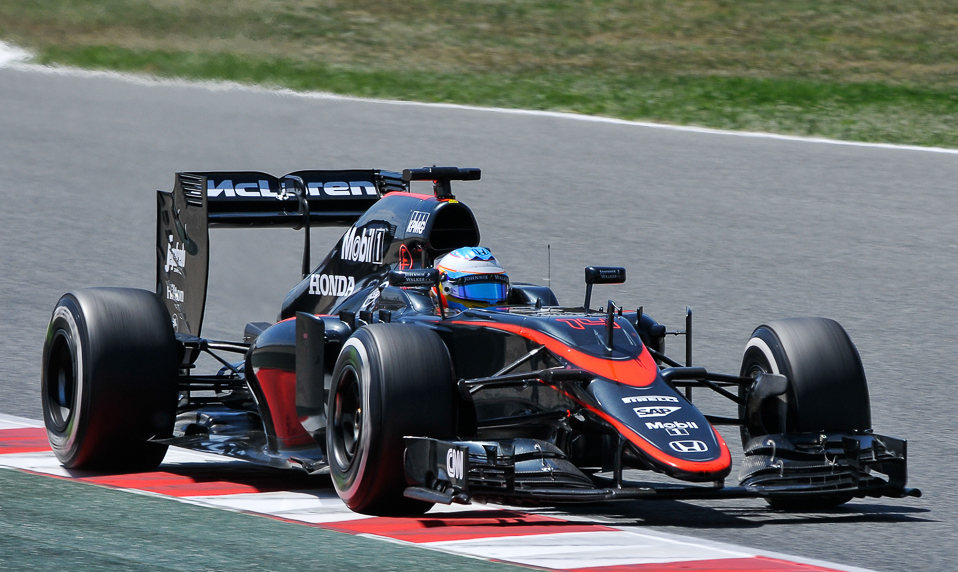
McLaren
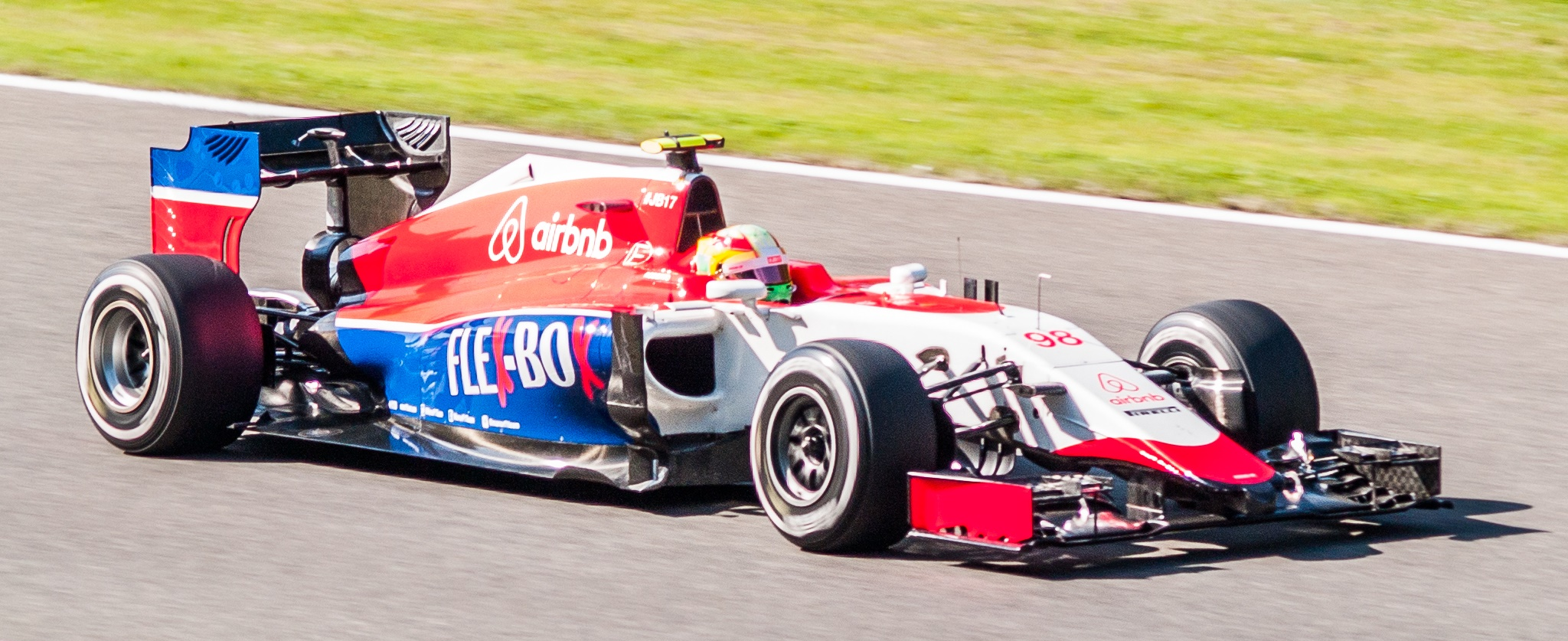
Após o Grande Prêmio da Rússia de 2014, a Marussia entrou em recuperação judicial e não disputou as últimas três corridas da temporada.[8] A equipe apareceu na lista provisória de equipes inscritas sob o nome "Manor F1",[2] e em novembro de 2014, administradores da equipe anunciaram que a equipe Marussia encerraria as suas atividades e fecharia, mas a Manor continua inscrita.[9] Em 19 de janeiro de 2015, o chefe da Manor F1, John Booth, disse que a equipe estava perto de um acordo que lhes permitiria sair do estado de recuperação judicial, e avaliaram as chances de a equipe estar na corrida de abertura na Austrália como "muito alta".[10] Os administradores confirmaram em 4 de fevereiro que a equipe vai sair do estado de recuperação judicial em 19 de fevereiro de 2015, depois que foi garantido o novo investimento para resgatar a equipe e uma CVA com os credores tinha sido acordada.
- Em 5 de fevereiro de 2015, foi anunciado que os bens da equipe Caterham seriam vendidos em um leilão agendado para começar no dia 11 de março de 2015, apenas alguns dias antes da rodada de abertura da temporada.[12][13][14] Em 27 de fevereiro de 2015, a equipe não estava mais incluída na lista de equipes e pilotos da FIA.[3]
- Fernando Alonso sofreu um grave acidente durante os testes de pré-temporada, e por ordens médicas não disputou a primeira corrida na Austrália, sendo substituído pelo piloto reserva, o dinamarquês Kevin Magnussen.
- A Suprema Corte de Victoria, na Austrália, julgou como procedente e deu ganho de causa ao piloto neerlandês Giedo van der Garde, que pleiteava uma vaga na equipe Sauber. Com essa decisão, van der Garde ficaria com uma das vagas da equipe suíça, assim substituindo Felipe Nasr ou Marcus Ericsson, porém ambos tinham contratos válidos para correr neste ano.[15] Após o Grande Prêmio da Austrália, o piloto holandês e a equipe Sauber entraram em um acordo, onde a equipe pagaria à van der Garde um valor não anunciado oficialmente, assim Nasr e Ericsson continuaram como pilotos em 2015.[16]
- Alexander Rossi substituiu Roberto Merhi da equipe Manor no Grande Prêmio de Cingapura e ele disputou também as provas do Japão, EUA, México e Brasil. Roberto Merhi, por sua vez, voltou ao cockpit da Manor nas provas da Rússia e em Abu Dhabi.

## Calendário de lançamento dos carros
Lista das equipes que apresentaram os seus carros para a temporada:
| Equipe                        | Chassis       | Data           | Local                                     | Ref.   |
| ----------------------------- | ------------- | -------------- | ----------------------------------------- | ------ |
| Sahara Force India F1 Team    | VJM08         | 21 de Janeiro  | Cidade do México                          | [ 17 ] |
| Williams Martini Racing       | FW37          | 21 de Janeiro  | Online (divulgação de imagens)            | [ 18 ] |
| Williams Martini Racing       | FW37          | 1 de Fevereiro | Jerez de la Frontera (lançamento oficial) | [ 19 ] |
| Lotus F1 Team                 | E23 Hybrid    | 26 de Janeiro  | Online                                    | [ 20 ] |
| Mercedes AMG Petronas F1 Team | F1 W06 Hybrid | 29 de Janeiro  | Silverstone (divulgação de imagens)       | [ 21 ] |
| Mercedes AMG Petronas F1 Team | F1 W06 Hybrid | 1 de Fevereiro | Jerez de la Frontera (lançamento oficial) | [ 19 ] |
| McLaren Honda                 | MP4-30        | 29 de Janeiro  | Online                                    | [ 22 ] |
| Scuderia Ferrari              | SF15-T        | 30 de Janeiro  | Online                                    | [ 23 ] |
| Sauber F1 Team                | C34           | 30 de Janeiro  | Online                                    | [ 24 ] |
| Scuderia Toro Rosso           | STR10         | 31 de Janeiro  | Jerez de la Frontera                      | [ 25 ] |
| Infiniti Red Bull Racing      | RB11          | 1 de Fevereiro | Jerez de la Frontera                      | [ 26 ] |
| Manor Marussia F1 Team        | MR03B         | -              | -                                         |        |

- Mercedes
- Ferrari
- Williams
- Red Bull
- Force India
- Lotus
- Toro Rosso
- Sauber
- McLaren
- Manor Marussia

## Testes de pré-temporada
As sessões de teste foram confirmadas para Jerez (1-4 de Fevereiro) e Catalunha (19-22 de Fevereiro) e (26 de Fevereiro - 1 de Março).
(Em negrito, a volta mais rapida de cada sessão)
| Sessão | Data            | Local                         | Circuito  | Piloto Mais Rápido | Equipe   | Melhor Tempo | Voltas | Ref.   |
| ------ | --------------- | ----------------------------- | --------- | ------------------ | -------- | ------------ | ------ | ------ |
| 1      | 1 de Fevereiro  | Jerez de la Frontera, Espanha | Jerez     | Sebastian Vettel   | Ferrari  | 1:22.620     | 60     | [ 27 ] |
| 1      | 2 de Fevereiro  | Jerez de la Frontera, Espanha | Jerez     | Sebastian Vettel   | Ferrari  | 1:20.984     | 89     | [ 28 ] |
| 1      | 3 de Fevereiro  | Jerez de la Frontera, Espanha | Jerez     | Felipe Nasr        | Sauber   | 1:21.545     | 108    | [ 29 ] |
| 1      | 4 de Fevereiro  | Jerez de la Frontera, Espanha | Jerez     | Kimi Räikkönen     | Ferrari  | 1:20.841     | 105    | [ 30 ] |
|        |                 |                               |           |                    |          |              |        |        |
| 2      | 19 de Fevereiro | Montmeló, Espanha             | Catalunya | Pastor Maldonado   | Lotus    | 1:25.011     | 69     | [ 31 ] |
| 2      | 20 de Fevereiro | Montmeló, Espanha             | Catalunya | Daniel Ricciardo   | Red Bull | 1:24.574     | 140    | [ 32 ] |
| 2      | 21 de Fevereiro | Montmeló, Espanha             | Catalunya | Pastor Maldonado   | Lotus    | 1:24.348     | 104    | [ 33 ] |
| 2      | 22 de Fevereiro | Montmeló, Espanha             | Catalunya | Romain Grosjean    | Lotus    | 1:24.064     | 111    | [ 34 ] |
|        |                 |                               |           |                    |          |              |        |        |
| 3      | 26 de Fevereiro | Montmeló, Espanha             | Catalunya | Felipe Massa       | Williams | 1:23.500     | 103    | [ 35 ] |
| 3      | 27 de Fevereiro | Montmeló, Espanha             | Catalunya | Nico Rosberg       | Mercedes | 1:22.792     | 106    | [ 36 ] |
| 3      | 28 de Fevereiro | Montmeló, Espanha             | Catalunya | Lewis Hamilton     | Mercedes | 1:23.022     | 76     | [ 37 ] |
| 3      | 1 de Março      | Montmeló, Espanha             | Catalunya | Valtteri Bottas    | Williams | 1:23.063     | 89     | [ 38 ] |

## Calendário
Estão programadas as dezenove etapas para temporada de 2015 da Fórmula 1.

| Rodada | Grande Prêmio                    | Circuito                                       | Data           |
| ------ | -------------------------------- | ---------------------------------------------- | -------------- |
| 1      | Grande Prêmio da Austrália       | Albert Park, Melbourne                         | 15 de março    |
| 2      | Grande Prêmio da Malásia         | Circuito Internacional de Sepang, Kuala Lumpur | 29 de março    |
| 3      | Grande Prêmio da China           | Circuito Internacional de Xangai, Xangai       | 12 de abril    |
| 4      | Grande Prêmio do Barém           | Circuito Internacional do Barém, Sakhir        | 19 de abril    |
| 5      | Grande Prêmio da Espanha         | Circuito da Catalunha, Barcelona               | 10 de maio     |
| 6      | Grande Prêmio de Mônaco          | Circuito de Monte Carlo, Monte Carlo           | 24 de maio     |
| 7      | Grande Prêmio do Canadá          | Circuito Gilles Villeneuve, Montreal           | 7 de junho     |
| 8      | Grande Prêmio da Áustria         | Red Bull Ring, Spielberg                       | 21 de junho    |
| 9      | Grande Prêmio da Grã-Bretanha    | Circuito de Silverstone, Silverstone           | 5 de julho     |
| 10     | Grande Prêmio da Hungria         | Hungaroring, Budapeste                         | 26 de julho    |
| 11     | Grande Prêmio da Bélgica         | Spa-Francorchamps, Spa                         | 23 de agosto   |
| 12     | Grande Prêmio da Itália          | Circuito de Monza, Monza                       | 6 de setembro  |
| 13     | Grande Prêmio de Singapura       | Circuito Urbano de Marina Bay, Singapura       | 20 de setembro |
| 14     | Grande Prêmio do Japão           | Circuito de Suzuka, Suzuka                     | 27 de setembro |
| 15     | Grande Prêmio da Rússia          | Circuito de Sóchi, Sóchi                       | 11 de outubro  |
| 16     | Grande Prêmio dos Estados Unidos | Circuito das Américas, Austin                  | 25 de outubro  |
| 17     | Grande Prêmio do México          | Autódromo Hermanos Rodríguez, Cidade do México | 1 de novembro  |
| 18     | Grande Prêmio do Brasil          | Autódromo de Interlagos, São Paulo             | 15 de novembro |
| 19     | Grande Prêmio de Abu Dhabi       | Circuito de Yas Marina, Abu Dhabi              | 29 de novembro |

### Mudanças no calendário
- O Grande Prêmio da Alemanha foi cancelado, pois, os organizadores desistiram de realizar o evento em 2015.[42]
- O Grande Prêmio da Coreia do Sul estava programado para retornar ao calendário da Fórmula 1 depois de ter sido removido em 2014, em um local não confirmado.[40] Porém, no dia 6 de janeiro de 2015, a corrida foi retirada do calendário 2015.[41][43]
- O Grande Prêmio do México retornou ao calendário da Fórmula 1 pela primeira vez desde 1992.[41] A corrida está sendo realizada no Autódromo Hermanos Rodríguez, localizado no centro da Cidade do México, que também foi o local de todos os Grandes Prêmios do México anteriores.[44] O circuito foi substancialmente modificado para poder abrigar a corrida.[45]

## Pneus
Desde 2011, a Pirelli tem sido a fornecedora de pneus do campeonato de Fórmula 1 oficial.
| Nome do composto | Cor | Banda de rolamento  | Condições de Tempo | Dry Type                           | Aderência       | Longevidade   |
| ---------------- | --- | ------------------- | ------------------ | ---------------------------------- | --------------- | ------------- |
| Supermacio       |     | Slick (P Zero™)     | Seco               | Supersoft                          | Mais Aderência  | Menos Durável |
| Macio            |     | Slick (P Zero™)     | Seco               | Soft                               | Médio           | Médio         |
| Médio            |     | Slick (P Zero™)     | Seco               | Medium                             | Médio           | Médio         |
| Duro             |     | Slick (P Zero™)     | Seco               | Hard                               | Menos Aderência | Mais Durável  |
| Intermediário    |     | Sulcos (Cinturato™) | Molhado            | Intermediate (Água Não Estagnante) | x               | x             |
| Chuva            |     | Sulcos (Cinturato™) | Molhado            | Wet (Água Estagnante)              | x               | x             |

| Compostos    | AUS | MAL | CHN | BAR | ESP | MON | CAN | AUT | GBR | HUN | BEL | ITA | SIN | JAP | RUS | EUA | MEX | BRA | UAE |
| ------------ | --- | --- | --- | --- | --- | --- | --- | --- | --- | --- | --- | --- | --- | --- | --- | --- | --- | --- | --- |
| Option       | S   | M   | S   | S   | M   | SS  | SS  | SS  | M   | S   | S   | S   | SS  | M   | SS  | S   | S   | S   | SS  |
| Prime        | M   | H   | M   | M   | H   | S   | S   | S   | H   | M   | M   | M   | S   | H   | S   | M   | M   | M   | S   |
| Intermediate | I   | I   | I   | I   | I   | I   | I   | I   | I   | I   | I   | I   | I   | I   | I   | I   | I   | I   | I   |
| Wet          | W   | W   | W   | W   | W   | W   | W   | W   | W   | W   | W   | W   | W   | W   | W   | W   | W   | W   | W   |

|  |                                                  |
|  | Pneu que foi utilizado para o Grande Prêmio.     |
|  | Pneu que não foi utilizado para o Grande Prêmio. |

## Resumo da temporada

### Grande Prêmio da Austrália (domingo, 15 de março de 2015)
- A equipe McLaren substituiu Fernando Alonso, em recuperação devido a acidente sofrido na pré-temporada, por Kevin Magnussen. A Manor esteve presente no circuito porém seus carros não participaram de nenhum treino e, por regulamento, não puderam participar da corrida.

- Felipe Nasr que estreou na Fórmula 1 nesse ano, se tornou o melhor estreante brasileiro da história da Fórmula 1, chegando em quinto lugar e superando a sétima posição de Chico Serra no GP dos Estados Unidos de 1981.

### Grande Prêmio da Malásia (domingo, 29 de março de 2015)

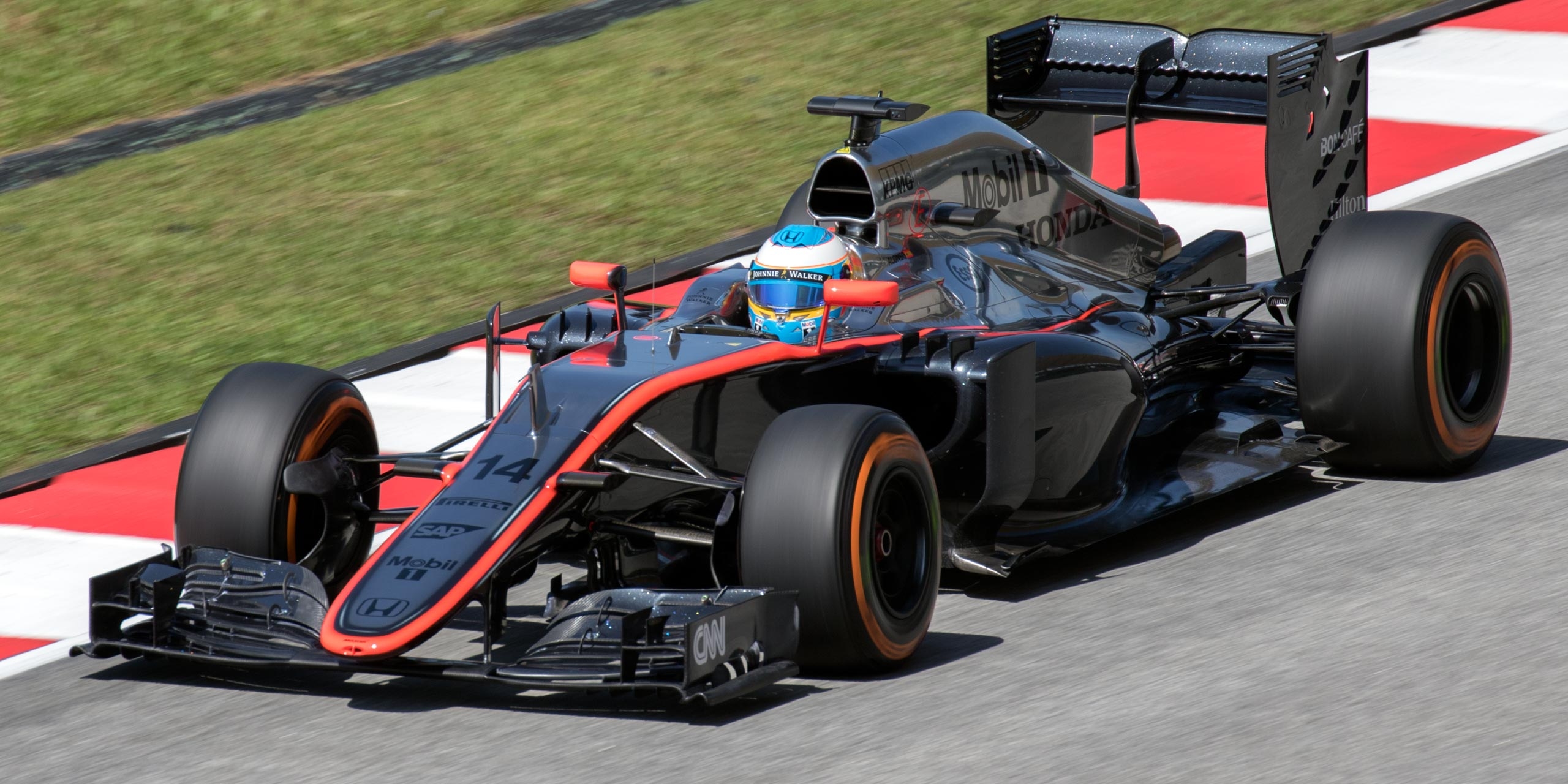
Fernando Alonso retornou depois do acidente durante os testes de pré-temporada.

- Fernando Alonso retornou a disputa após perder a corrida anterior.

- Na volta três o carro de segurança interveio na pista devido a Sauber de Marcus Ericsson ter parado na brita, e os líderes Lewis Hamilton e Nico Rosberg, entre outros, realizaram uma parada nos boxes para troca de pneus. Quando a corrida foi retomada, Sebastian Vettel era o líder e obteve diferença considerável para os demais, mantendo-a ao longo da corrida. Vettel conquistou a primeira vitória na equipe Ferrari, que voltou a vencer desde o Grande Prêmio da Espanha de 2013.

- O estreante Max Verstappen da Toro Rosso que havia abandonado na primeira corrida, ele concluiu a prova em sétimo lugar e tornou-se o mais jovem piloto a pontuar na categoria, com 17 anos e 180 dias de idade.

### Grande Prêmio da China (domingo, 12 de abril de 2015)
- A corrida terminou com a entrada do carro de segurança a duas voltas do final devido a falha na unidade de potência da Toro Rosso de Max Verstappen no meio da reta principal. Para piorar, os fiscais se enrolaram na retirada do carro, tirando qualquer chance de a corrida terminar sob bandeira verde.

### Grande Prêmio do Barém (domingo, 19 de abril de 2015)

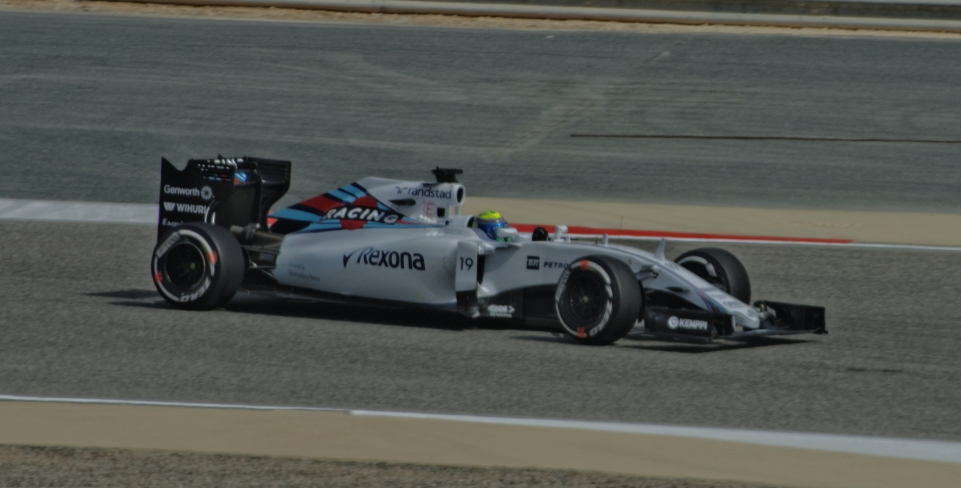
Felipe Massa teve problema elétrico no inicio da volta de apresentação.

- Felipe Massa ficou parado no grid no inicio da volta de apresentação em razão de um problema elétrico em sua Williams e precisou começar nos boxes.

- O  duelo que chamou a atenção pela quantidade de faíscas provocadas pelas placas de titânico colocadas em baixo dos carros foi Nico Rosberg e Sebastian Vettel. O piloto alemão da Ferrari, teve problema na asa dianteira e foi para os boxes trocar o bico, caiu para quinto, atrás de Bottas, e saiu de vez da briga pelo pódio.

- A RBR de Daniel Ricciardo acabou estourando o motor na reta de chegada, mas mesmo soltando fumaça o australiano conseguiu cruzar a linha na sexta posição.

### Grande Prêmio da Espanha (domingo, 10 de maio de 2015)

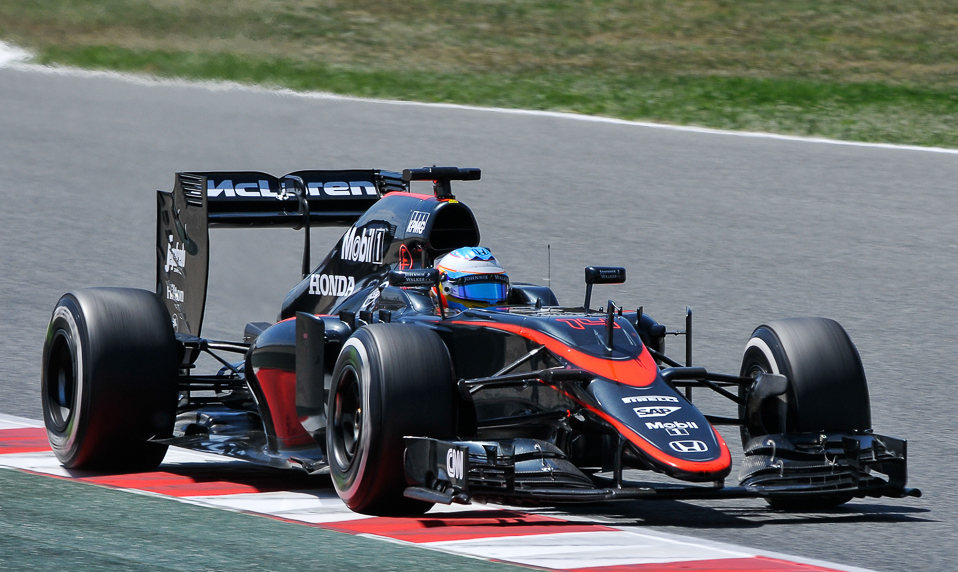
Fernando Alonso pilotando o MP4-30 com a nova pintura no GP da Espanha de 2015.

- A equipe McLaren havia mudado de pintura da cor cinza grafite com mais detalhes vermelhos.

- Fernando Alonso, que vinha fazendo uma boa prova diante da torcida espanhola, precisou abandonar com problemas nos freios, o piloto quase acertou os mecânicos da McLaren ao parar nos boxes.

- Durante a parada de Romain Grosjean, o piloto entrou rápido demais no pit lane e derrubou um dos mecânicos, que sofreu ferimentos leves.

- Nico Rosberg conquistou sua primeira vitória da temporada além da primeira pole position.

### Grande Prêmio de Mônaco (domingo, 24 de maio de 2015)
- Lewis Hamilton era o líder da prova com folga quando na volta 64 houve a entrada do carro de segurança devido ao acidente de Max Verstappen. Foi chamado para efetuar uma parada dos boxes, retornando à pista atrás do companheiro de equipe Nico Rosberg e Sebastian Vettel da Ferrari, que não o fizeram. A equipe Mercedes admitiu o erro na estratégia.

- Nico Rosberg venceu este Grande Prêmio pela terceira vez consecutiva, tornando-se o quarto piloto na historia a realizar o feito.

- Jenson Button marcou seus primeiros pontos na temporada ao terminar em oitavo e também da equipe McLaren na retomada da parceria com motor Honda.

### Grande Prêmio do Canadá (domingo, 7 de junho de 2015)
- Felipe Massa quase atropelou uma marmota que estava no meio da pista, já que o Circuito Gilles Villeneuve é cercado por uma abundante vegetação. A corrida transcorreu sem nenhuma intervenção do carro de segurança.

- Sebastian Vettel sofreu com uma falha no sistema de recuperação de energia térmico, MGU-H, e foi apenas o 16º no treino classificatório que foi eliminado do Q1 e ainda perdeu posições por ultrapassar sob bandeira vermelha no 3º treino livre. Na corrida, o alemão fez uma corrida de recuperação de 18º para 5º.

- Valtteri Bottas conquistou seu primeiro pódio da temporada sendo também o primeiro pódio da equipe Williams.

### Grande Prêmio da Áustria (domingo, 21 de junho de 2015)
- Lewis Hamilton foi punido ao tocar linha branca na saída dos boxes e claro esse Grande Prêmio teve mais punições com os pilotos da McLaren e da RBR por estouram limite de peças substituídas em seus carros e tiveram que perder muitas posições do grid.

- Felipe Massa conquistou seu primeiro pódio da temporada sendo a 40º pódio de sua carreira. O piloto brasileiro, ganhou a terceira posição de Sebastian Vettel que teve problemas durante a parada dos boxes.

### Grande Prêmio da Grã-Bretanha (domingo, 5 de julho de 2015)

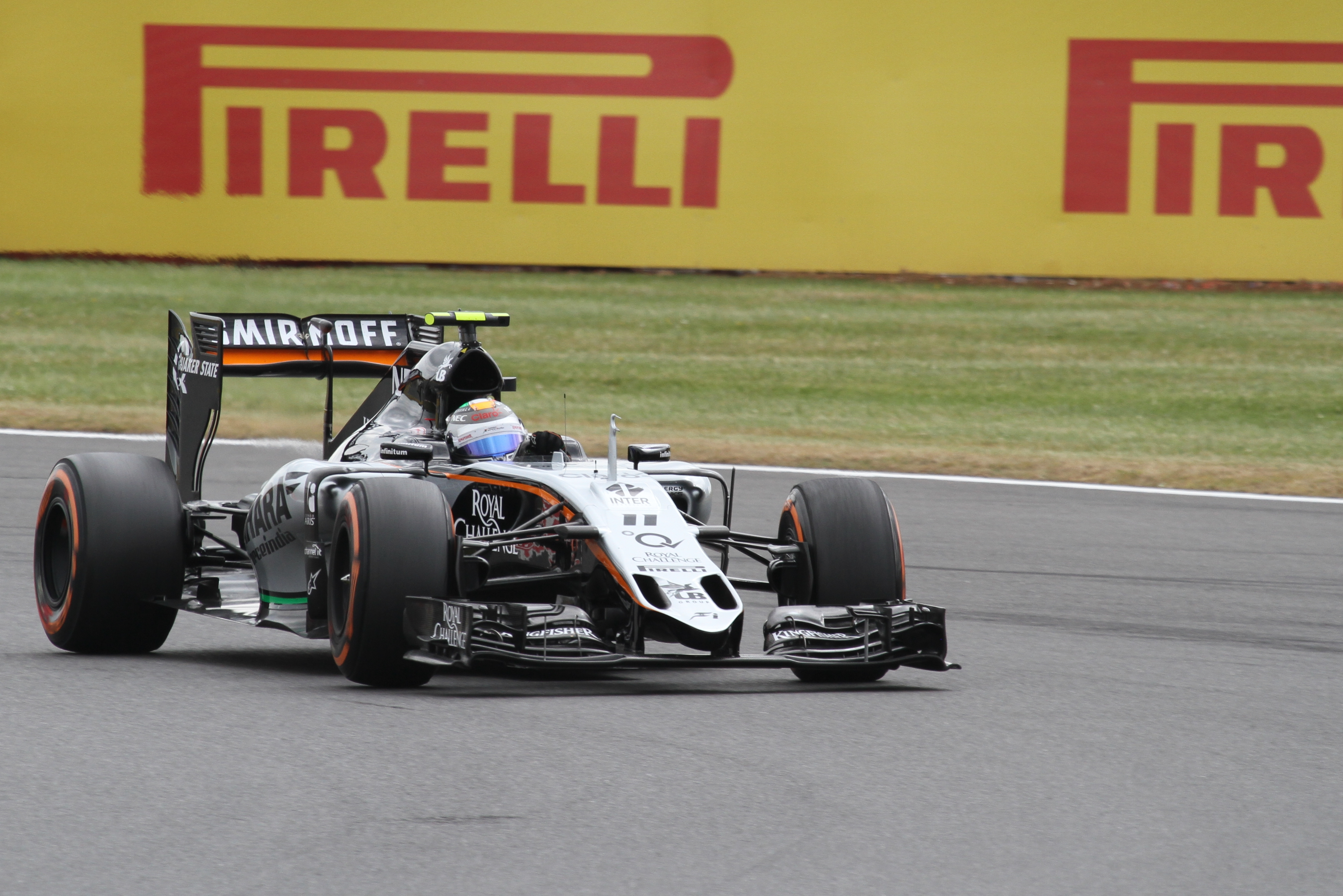
Sergio Pérez pilotando a VJM08 durante o GP da Grã-Bretanha de 2015 com a nova versão do bico vazado.

- A equipe Force India, estreou uma nova versão com o bico vazado. Essa foi a ideia da equipe, que trouxe para nos testes na Áustria um bico com duas grandes aberturas laterais no estilo “tomada elétrica” que deve ser colocado em prática nessa etapa, quando estreiam a versão “B” de seu carro. Com novo bico da Force India, faz parte do pacote de atualizações aerodinâmicas para o chassi do VJM08-B.

- Antes da largada, durante a volta de aquecimento, a Sauber de Felipe Nasr não conseguiu partir e não largou.

- Na volta 38 começou a chover no Circuito de Silverstone. Nico Rosberg, que estava em quarto lugar, ultrapassou Valtteri Bottas e Felipe Massa, passando a diminuir bastante a diferença para o líder. Lewis Hamilton faz a troca para pneus intermediários na volta 44, o que foi depois seguido por todos pois a chuva aumentou, o que lhe deu boa vantagem. Já o havia feito Sebastian Vettel, que fazia uma prova de recuperação ao perder posições na largada, e alcançou o terceiro posição, com Nico Rosberg em segundo.

- Fernando Alonso marcou seu primeiro ponto na temporada.

### Grande Prêmio da Hungria (domingo, 26 de julho de 2015)

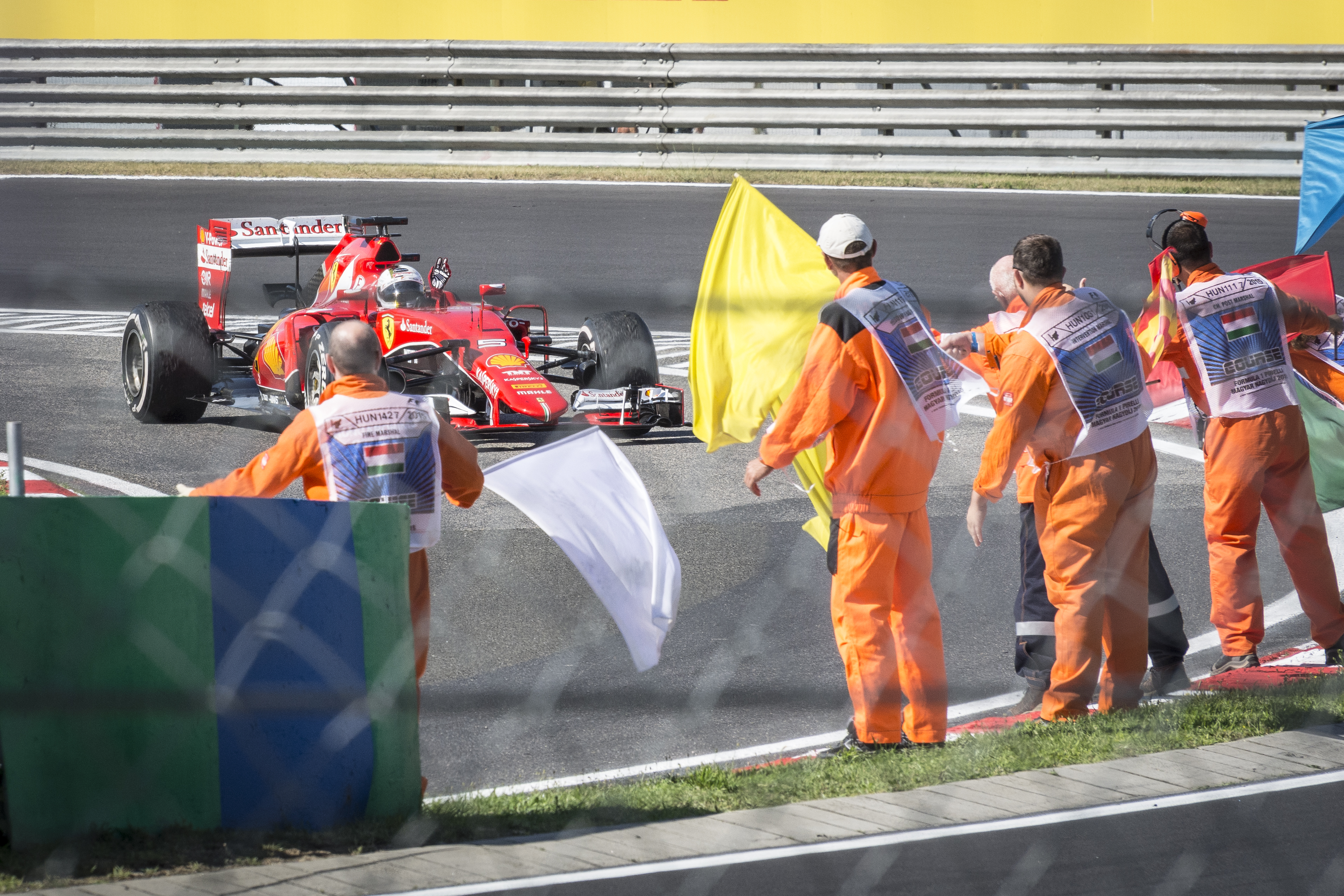
Sebastian Vettel vencedor do GP da Hungria de 2015.

- Antes da largada, os pilotos da Fórmula 1 e familiares de Jules Bianchi prestaram homenagens ao piloto francês de 25 anos que morreu no dia 17 de julho de 2015 por causa do acidente no Grande Prêmio do Japão nove meses antes. Foi a primeira morte na Fórmula 1 em 21 anos, após a morte de Ayrton Senna por acidente no Grande Prêmio de San Marino de 1994.

- Sebastian Vettel conquistou a 41.ª vitória de sua carreira e igualou o número de vitórias de Ayrton Senna.

- A equipe RBR subiu ao pódio pela primeira vez nesta temporada tendo seus dois pilotos, Daniil Kvyat que terminou em segundo e conquistou o primeiro pódio da sua carreira e Daniel Ricciardo em terceiro.

- A Mercedes ficou de fora do pódio pela primeira vez desde o Grande Prêmio do Brasil de 2013.

### Grande Prêmio da Bélgica (domingo, 23 de agosto de 2015)
- Durante o inicio da corrida, a largada foi abortada quando Nico Hulkenberg que teve problemas no grid e forçou a realização de uma nova volta de apresentação. Outro que teve problemas de potência no motor foi Carlos Sainz Jr., que recolheu ao fim da volta para partir dos boxes.

- A corrida também marcou por uma atrapalhada parada de boxes da equipe Williams, que havia colocado três pneus macios e um pneu de composto médio no carro de Valtteri Bottas. Por causa do erro, o finlandês foi punido com uma passagem direta pelos boxes (drive-through).

- Romain Grosjean conquistou na terceira posição na penúltima volta, quando Vettel estourou o pneu traseiro direito e teve que ser recolhida para os boxes, o alemão terminou em 12º. Grosjean havia feito o quarto tempo no treino classificatório de sábado, mas largou em nono em razão de uma penalidade por trocar o câmbio, mas, o piloto da Lotus recuperou durante a corrida e conquistou o pódio após quase dois anos desde o Grande Prêmio dos Estados Unidos de 2013.

### Grande Prêmio da Itália (domingo, 6 de setembro de 2015)
- Esse Grande Prêmio foi que obteve mais punições de perda de posições do grid do que o Grande Prêmio da Áustria. Os pilotos das equipes RBR (Daniel Ricciardo e Daniil Kvyat), Toro Rosso (Max Verstappen e Carlos Sainz Jr.) e McLaren (Fernando Alonso e Jenson Button) tiveram que largar do final do grid.

- Após o pódio da corrida, a FIA investiga a equipe Mercedes por violar a sugestão da Pirelli sobre pressão de pneus e põe vitória de Hamilton em xeque, mas, os comissários decidiram não aplicar a punição e mantém vitória de Lewis Hamilton.

### Grande Prêmio de Singapura (domingo, 20 de setembro de 2015)

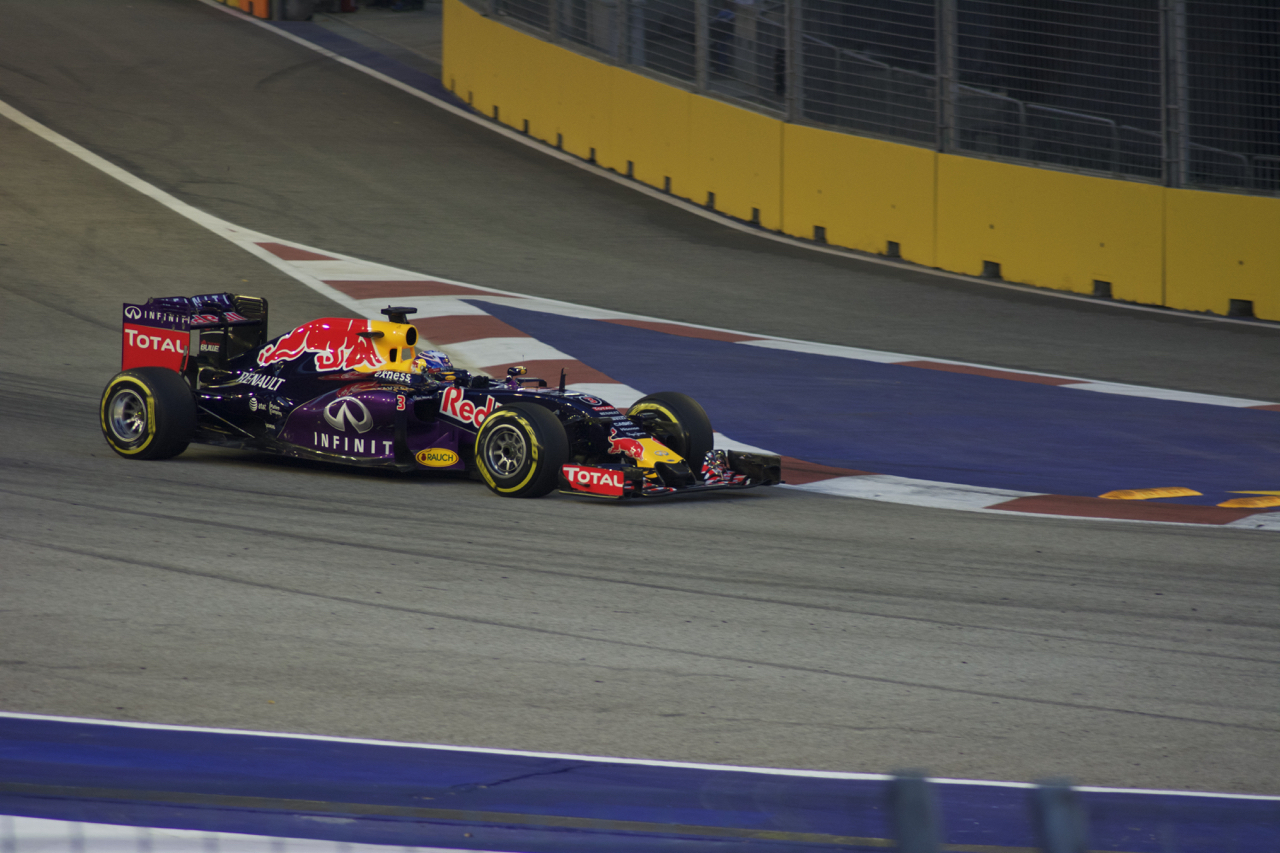
Daniel Ricciardo conquistou a segunda colocação no GP de Singapura de 2015.

- Alexander Rossi substituiu Roberto Merhi na Manor e estreou na Fórmula 1, o piloto americano, disputará também as provas do Japão, EUA, México e Brasil. Merhi, por sua vez, volta ao cockpit da Manor na Rússia e em Abu Dhabi.

- No treino classificatório, Sebastian Vettel conquistou a pole position que não tinha feito desde o Grande Prêmio do Brasil de 2013 e também a equipe Ferrari que não largava na primeira posição desde o Grande Prêmio da Alemanha de 2012.

- Lewis Hamilton acabou abandona a corrida com problemas no motor (sendo a primeira da temporada).

- Com a vitória que conquistou nesta prova, Sebastian Vettel alcançou a 42º vitória da carreira e ultrapassou o número de vitórias de Ayrton Senna.

### Grande Prêmio do Japão (domingo, 27 de setembro de 2015)
- Lewis Hamilton venceu o Grande Prêmio do Japão e chegou na 41º vitória de sua carreira e chega a igualar o número de vitórias de seu grande ídolo, Ayrton Senna que havia conquistado os três títulos no Circuito de Suzuka.

### Grande Prêmio da Rússia (domingo, 11 de outubro de 2015)
- O piloto espanhol Carlos Sainz Jr., sofreu acidente no terceiro treino livre ao perder o controle de seu carro na curva 13, bateu na lateral do muro e se arrastou em alta velocidade até se chocar violentamente contra a barreira de proteção na curva 14. O piloto foi levado de ambulância e foi transferido de helicóptero para um hospital próximo do circuito para fazer mais exames e foi liberado para participar da corrida largando na última posição.

- Sergio Pérez conquistou a terceira posição na ultima volta, quando os dois pilotos finlandeses Valtteri Bottas e Kimi Räikkönen acabaram batendo na quinta curva e dando ao pódio para o piloto mexicano da Force India.

- Após a batida na última volta, Kimi Räikkönen foi punido com o acréscimo de 30 segundos no seu tempo final por ter colidido com Valtteri Bottas, caindo para a oitava posição e com esse resultado, a equipe Mercedes se consagrou Bicampeã do Mundial de Construtores.

### Grande Prêmio dos EUA (domingo, 25 de outubro de 2015)

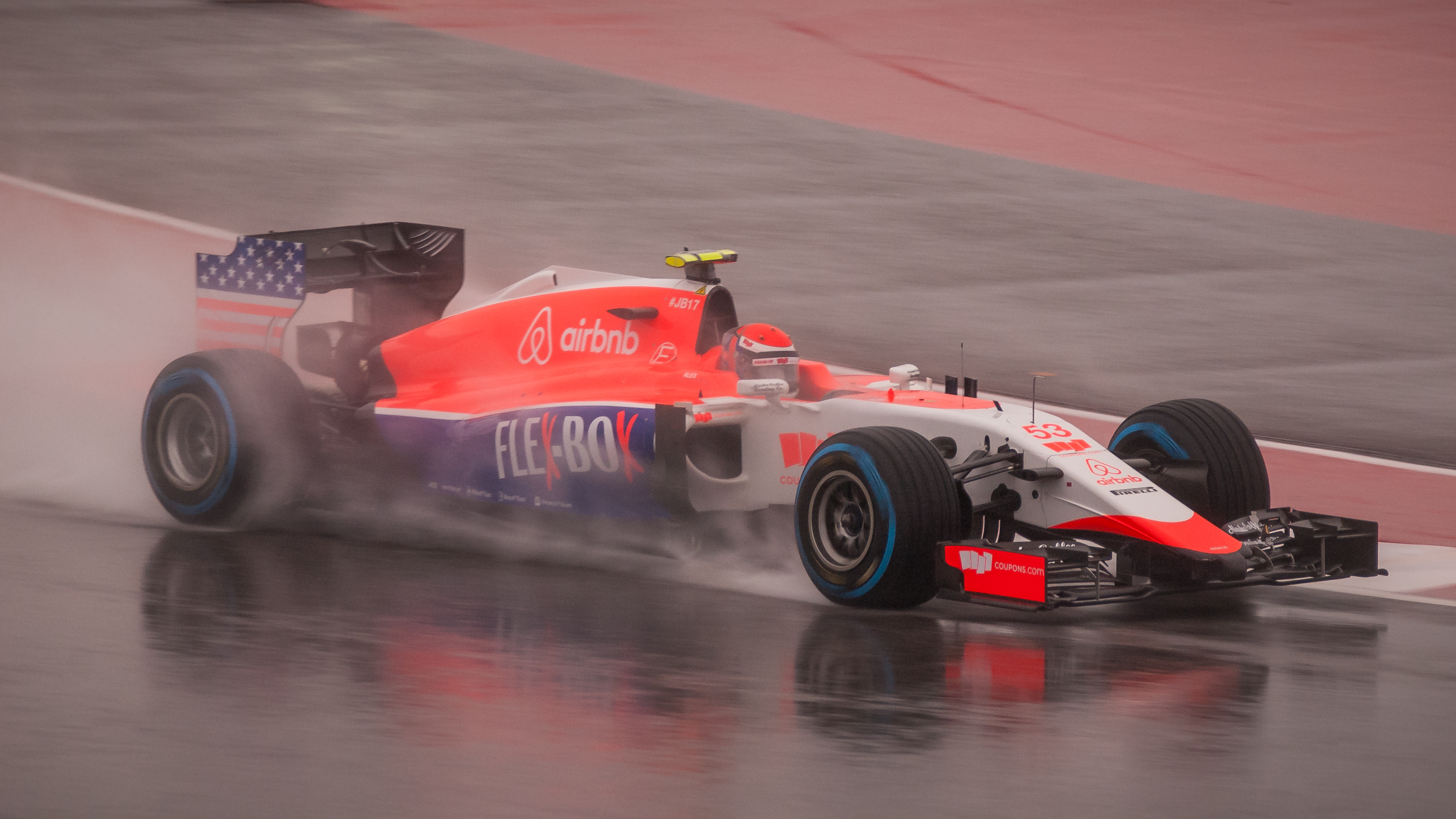
Alexander Rossi pilotando em casa no Grande Prêmio dos Estados Unidos.

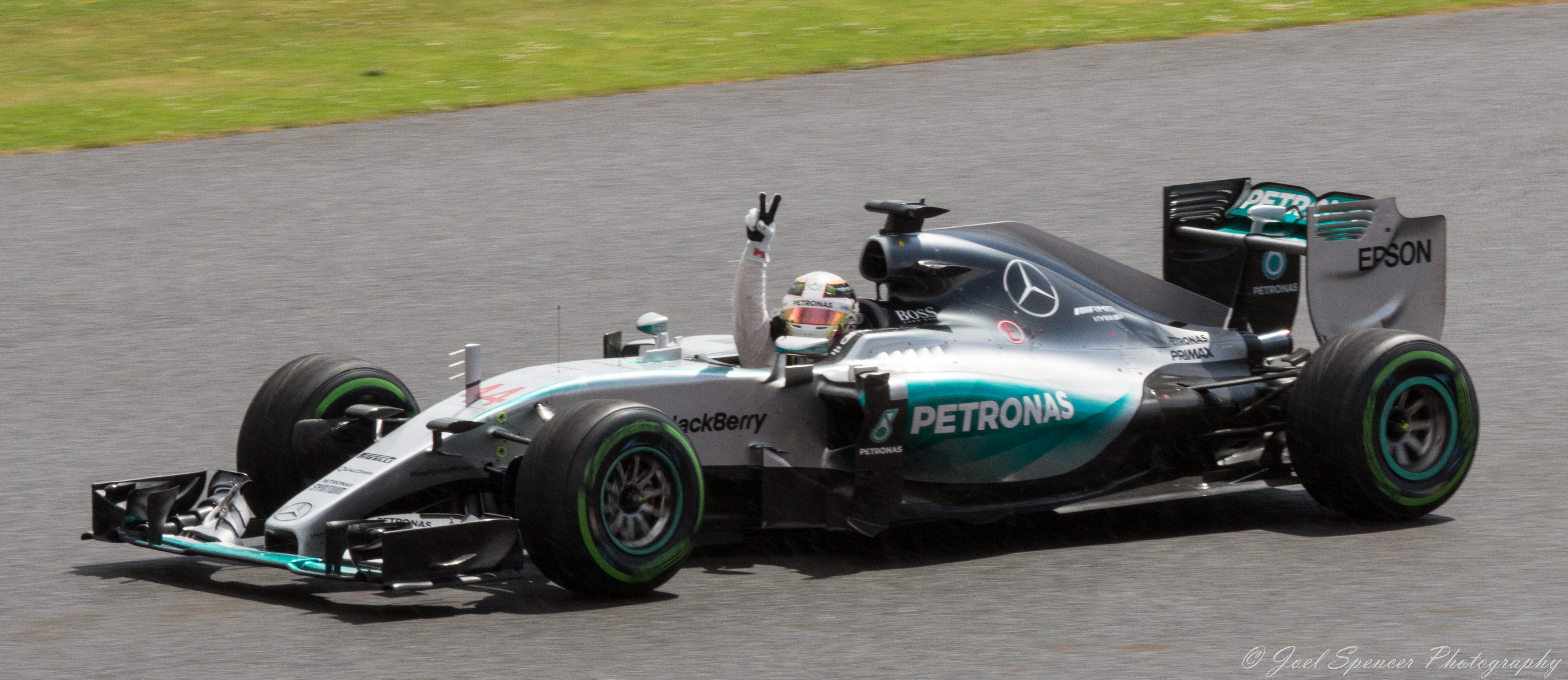
Lewis Hamilton conquistou o tricampeonato mundial no Grande Prêmio dos Estados Unidos.

- Nesse Grande Prêmio teve o cancelamento da segunda sessão de treino livres devida as condições meteorologias por conta do Furacão Patricia que atingiu na costa mexicana do Oceano Pacífico, como um dos mais fortes furacões da história, com ventos atingindo velocidade de 325 km/h (202 mph).

- Houve também o adiamento do treino classificatório por condições da chuva e foi transferida na manhã de domingo as 09h00 (Horário Local). Na manhã de domingo, teve o cancelamento do Q3 devida a chuva que se intensificou e com isso, os tempos do Q2 foram usados para definir o grid de largada e a pole position ficou com Nico Rosberg.

- Lewis Hamilton venceu a corrida e se consagrou o Tricampeão Mundial de Fórmula 1 e se junta ao lado de cinco tricampeões da Fórmula 1 como Jack Brabham, Jackie Stewart, Niki Lauda, Nelson Piquet e Ayrton Senna.

- A Ferrari conquista o vice-campeonato mundial de construtores.

### Grande Prêmio do México (domingo, 1 de novembro de 2015)
- Esse Grande Prêmio, marca o retorno desde 1992.

- Na volta 21, os dois pilotos finlandeses, Kimi Räikkönen e Valtteri Bottas acabaram batendo de novo na regência do Grande Prêmio da Rússia e agora foi o Bottas que colidiu Räikkönen na quinta curva, mas, os dois não foram punidos.

- Sebastian Vettel acabou batendo na sétima curva e abandona a corrida (sendo a primeira da temporada).

- Depois de muita confusão na batida com Kimi Räikkönen, Valtteri Bottas conquistou segundo pódio da temporada ao terminar em terceiro e com esse resultado, a equipe Williams conquista a terceira colocação do campeonato mundial de construtores.

### Grande Prêmio do Brasil (domingo, 15 de novembro de 2015)
| |  |  |
| Nico Rosberg faturou o vice-campeonato no GP do Brasil diante de seu compatriota Sebastian Vettel. |  |  |

- Antes da largada, prestaram um minuto de silêncio em homenagens às vítimas do atentado terrorista em Paris, França do dia 13 de novembro.

- Nico Rosberg venceu pela segunda vez seguida no Grande Prêmio do Brasil e faturou o vice-campeonato da temporada.

- Felipe Massa foi desclassificado da corrida por irregularidades na temperatura e pressão dos pneus. O pneu traseiro direito do carro do brasileiro estava com 137ºC de temperatura, 27ºC acima da medida permitida de 110ºC, e com pressão 0.1psi libras por polegada quadrada absoluta, abaixo do mínimo de 20.5psi, limites estabelecidos pela Pirelli.

### Grande Prêmio de Abu Dhabi (domingo, 29 de novembro de 2015)
- A última corrida de Romain Grosjean na equipe Lotus que estará no ano que vem na Haas que fará a sua estreia na Fórmula 1. A equipe Lotus terá no ano vem o piloto inglês, Jolyon Palmer, que foi piloto de testes da mesma equipe e foi promovido como piloto titular.

- A última corrida de Pastor Maldonado já que perderia a vaga da equipe por problemas com seu patrocinador PDVSA e será substituído do piloto dinamarquês, Kevin Magnussen.

- Na largada, Fernando Alonso provocou a batida em cima do Pastor Maldonado e foi punido com a passagem direta pelos boxes (Drive Through).

- Durante a parada dos boxes, a Williams liberou o carro de Valtteri Bottas após a trocar dos pneus e acabou batendo o carro da McLaren de Jenson Button e quebrando o bico do carro. Em razão do incidente, Bottas foi punido em 5s a serem acrescidos em seu pit stop seguinte. E por conta do erro da equipe Williams, acabou perdendo a quarta posição da classificação do campeonato mundial de pilotos para Kimi Raikkonen que havia terminado em terceiro na corrida.

## Resultados e classificação

### Por Grande Prêmio
| Nº | Grande Prêmio                    | Pole Position    | Volta mais rápida | Vencedor         | Equipe   | Descrição |
| -- | -------------------------------- | ---------------- | ----------------- | ---------------- | -------- | --------- |
| 1  | Grande Prêmio da Austrália       | Lewis Hamilton   | Lewis Hamilton    | Lewis Hamilton   | Mercedes | Descrição |
| 2  | Grande Prêmio da Malásia         | Lewis Hamilton   | Nico Rosberg      | Sebastian Vettel | Ferrari  | Descrição |
| 3  | Grande Prêmio da China           | Lewis Hamilton   | Lewis Hamilton    | Lewis Hamilton   | Mercedes | Descrição |
| 4  | Grande Prêmio do Barém           | Lewis Hamilton   | Kimi Räikkönen    | Lewis Hamilton   | Mercedes | Descrição |
| 5  | Grande Prêmio da Espanha         | Nico Rosberg     | Lewis Hamilton    | Nico Rosberg     | Mercedes | Descrição |
| 6  | Grande Prêmio de Mônaco          | Lewis Hamilton   | Daniel Ricciardo  | Nico Rosberg     | Mercedes | Descrição |
| 7  | Grande Prêmio do Canadá          | Lewis Hamilton   | Kimi Räikkönen    | Lewis Hamilton   | Mercedes | Descrição |
| 8  | Grande Prêmio da Áustria         | Lewis Hamilton   | Nico Rosberg      | Nico Rosberg     | Mercedes | Descrição |
| 9  | Grande Prêmio da Grã-Bretanha    | Lewis Hamilton   | Lewis Hamilton    | Lewis Hamilton   | Mercedes | Descrição |
| 10 | Grande Prêmio da Hungria         | Lewis Hamilton   | Daniel Ricciardo  | Sebastian Vettel | Ferrari  | Descrição |
| 11 | Grande Prêmio da Bélgica         | Lewis Hamilton   | Nico Rosberg      | Lewis Hamilton   | Mercedes | Descrição |
| 12 | Grande Prêmio da Itália          | Lewis Hamilton   | Lewis Hamilton    | Lewis Hamilton   | Mercedes | Descrição |
| 13 | Grande Prêmio de Singapura       | Sebastian Vettel | Daniel Ricciardo  | Sebastian Vettel | Ferrari  | Descrição |
| 14 | Grande Prêmio do Japão           | Nico Rosberg     | Lewis Hamilton    | Lewis Hamilton   | Mercedes | Descrição |
| 15 | Grande Prêmio da Rússia          | Nico Rosberg     | Sebastian Vettel  | Lewis Hamilton   | Mercedes | Descrição |
| 16 | Grande Prêmio dos Estados Unidos | Nico Rosberg     | Nico Rosberg      | Lewis Hamilton   | Mercedes | Descrição |
| 17 | Grande Prêmio do México          | Nico Rosberg     | Nico Rosberg      | Nico Rosberg     | Mercedes | Descrição |
| 18 | Grande Prêmio do Brasil          | Nico Rosberg     | Lewis Hamilton    | Nico Rosberg     | Mercedes | Descrição |
| 19 | Grande Prêmio de Abu Dhabi       | Nico Rosberg     | Lewis Hamilton    | Nico Rosberg     | Mercedes | Descrição |

### Sistema de pontuação
Os pontos são concedidos até a 10ª posição, sem o uso de pontuação dobrada como utilizada na 65ª temporada.
Da seguinte forma:
| Sistema de Pontuação | Sistema de Pontuação | Sistema de Pontuação | Sistema de Pontuação | Sistema de Pontuação | Sistema de Pontuação | Sistema de Pontuação | Sistema de Pontuação | Sistema de Pontuação | Sistema de Pontuação | Sistema de Pontuação |
| Posição              | 1º                   | 2º                   | 3º                   | 4º                   | 5º                   | 6º                   | 7º                   | 8º                   | 9º                   | 10º                  |
| -------------------- | -------------------- | -------------------- | -------------------- | -------------------- | -------------------- | -------------------- | -------------------- | -------------------- | -------------------- | -------------------- |
| Pontos               | 25                   | 18                   | 15                   | 12                   | 10                   | 8                    | 6                    | 4                    | 2                    | 1                    |

### Campeonatos de Pilotos
| Pos | Piloto           | Nu. | Equipe (a)  | AUS | MAL | CHN | BAR | ESP | MON | CAN | AUT | GBR | HUN | BEL | ITA | SIN | JAP | RUS | EUA | MEX | BRA | ABU | Pts |
| --- | ---------------- | --- | ----------- | --- | --- | --- | --- | --- | --- | --- | --- | --- | --- | --- | --- | --- | --- | --- | --- | --- | --- | --- | --- |
| 1   | Lewis Hamilton   | 44  | Mercedes    | 1   | 2   | 1   | 1   | 2   | 3   | 1   | 2   | 1   | 6   | 1   | 1   | Ret | 1   | 1   | 1   | 2   | 2   | 2   | 381 |
| 2   | Nico Rosberg     | 6   | Mercedes    | 2   | 3   | 2   | 3   | 1   | 1   | 2   | 1   | 2   | 8   | 2   | 17† | 4   | 2   | Ret | 2   | 1   | 1   | 1   | 322 |
| 3   | Sebastian Vettel | 5   | Ferrari     | 3   | 1   | 3   | 5   | 3   | 2   | 5   | 4   | 3   | 1   | 12† | 2   | 1   | 3   | 2   | 3   | Ret | 3   | 4   | 278 |
| 4   | Kimi Räikkönen   | 7   | Ferrari     | Ret | 4   | 4   | 2   | 5   | 6   | 4   | Ret | 8   | Ret | 7   | 5   | 3   | 4   | 8   | Ret | Ret | 4   | 3   | 150 |
| 5   | Valtteri Bottas  | 77  | Williams    | NL  | 5   | 6   | 4   | 4   | 14  | 3   | 5   | 5   | 13  | 9   | 4   | 5   | 5   | 12† | Ret | 3   | 5   | 13  | 136 |
| 6   | Felipe Massa     | 19  | Williams    | 4   | 6   | 5   | 10  | 6   | 15  | 6   | 3   | 4   | 12  | 6   | 3   | Ret | 17  | 4   | Ret | 6   | DSQ | 8   | 121 |
| 7   | Daniil Kvyat     | 26  | Red Bull    | NL  | 9   | Ret | 9   | 10  | 4   | 9   | 12  | 6   | 2   | 4   | 10  | 6   | 13  | 5   | Ret | 4   | 7   | 10  | 95  |
| 8   | Daniel Ricciardo | 3   | Red Bull    | 6   | 10  | 9   | 6   | 7   | 5   | 13  | 10  | Ret | 3   | Ret | 8   | 2   | 15  | Ret | 10  | 5   | 13  | 6   | 92  |
| 9   | Sergio Pérez     | 11  | Force India | 10  | 13  | 11  | 8   | 13  | 7   | 11  | 9   | 9   | Ret | 5   | 6   | 7   | 12  | 3   | 5   | 8   | 12  | 5   | 78  |
| 10  | Nico Hülkenberg  | 27  | Force India | 7   | 14  | Ret | 13  | 15  | 11  | 8   | 6   | 7   | Ret | NL  | 7   | Ret | 6   | Ret | Ret | 7   | 6   | 7   | 58  |
| 11  | Romain Grosjean  | 8   | Lotus       | Ret | 11  | 7   | 7   | 8   | 12  | 10  | Ret | Ret | 7   | 3   | Ret | 13  | 7   | Ret | Ret | 10  | 8   | 9   | 51  |
| 12  | Max Verstappen   | 33  | Toro Rosso  | Ret | 7   | 17† | Ret | 11  | Ret | 15  | 8   | Ret | 4   | 8   | 12  | 8   | 9   | 10  | 4   | 9   | 9   | 16  | 49  |
| 13  | Felipe Nasr      | 12  | Sauber      | 5   | 12  | 8   | 12  | 12  | 9   | 16  | 11  | NL  | 11  | 11  | 13  | 10  | 20† | 6   | 9   | Ret | 14  | 15  | 27  |
| 14  | Pastor Maldonado | 13  | Lotus       | Ret | Ret | Ret | 15  | Ret | Ret | 7   | 7   | Ret | 14  | Ret | Ret | 12  | 8   | 7   | 8   | 11  | 10  | Ret | 27  |
| 15  | Carlos Sainz Jr. | 55  | Toro Rosso  | 9   | 8   | 14  | Ret | 9   | 10  | 12  | Ret | Ret | Ret | Ret | 11  | 9   | 10  | Ret | 7   | 13  | Ret | 11  | 18  |
| 16  | Jenson Button    | 22  | McLaren     | 11  | Ret | 13  | NL  | 16  | 8   | Ret | Ret | Ret | 9   | 14  | 14  | Ret | 16  | 9   | 6   | 14  | 14  | 12  | 16  |
| 17  | Fernando Alonso  | 14  | McLaren     | Les | Ret | 12  | 11  | Ret | Ret | Ret | Ret | 10  | 5   | 13  | 18† | Ret | 11  | 11  | 11  | Ret | 15  | 17  | 11  |
| 18  | Marcus Ericsson  | 9   | Sauber      | 8   | Ret | 10  | 14  | 14  | 13  | 14  | 13  | 11  | 10  | 10  | 9   | 11  | 14  | Ret | Ret | 12  | 16  | 14  | 9   |
| 19  | Roberto Merhi    | 98  | Manor       | NP  | 15  | 16  | 17  | 18  | 16  | Ret | 14  | 12  | 15  | 15  | 16  | NP  | NP  | 13  | NP  | NP  | NP  | 19  | 0   |
| 20  | Alexander Rossi  | 53  | Manor       | NP  | NP  | NP  | NP  | NP  | NP  | NP  | NP  | NP  | NP  | NP  | NP  | 14  | 18  | NP  | 12  | 15  | 18  | NP  | 0   |
| 21  | Will Stevens     | 28  | Manor       | NP  | NL  | 15  | 16  | 17  | 17  | 17  | Ret | 13  | 16† | 16† | 15  | 15  | 19  | 14  | Ret | 16  | 17  | 18  | 0   |
| -   | Kevin Magnussen  | 20  | McLaren     | NL  | NP  | NP  | NP  | NP  | NP  | NP  | NP  | NP  | NP  | NP  | NP  | NP  | NP  | NP  | NP  | NP  | NP  | NP  | 0   |

| Cor        | Resultado             |
| ---------- | --------------------- |
| Ouro       | Vencedor              |
| Prata      | 2.º lugar             |
| Bronze     | 3.º lugar             |
| Verde      | Terminou, nos pontos  |
| Azul       | Terminou, sem pontos  |
| Púrpura    | Ret – Retirou-se      |
| Vermelho   | NQ – Não qualificado  |
| Preto      | DSQ – Desqualificado  |
| Branco     | NL – Não largou       |
| Branco     | C – Corrida cancelada |
| Azul claro | AT – Apenas Treino    |
| Sem cor    | NP – Não participou   |
| Sem cor    | Les – Lesionado       |
| Sem cor    | EX – Excluído         |

Notas:
- † — Pilotos que não terminaram o Grande Prêmio mas foram classificados pois completaram 90% da corrida.